# Atago-jinja (Tokyo)

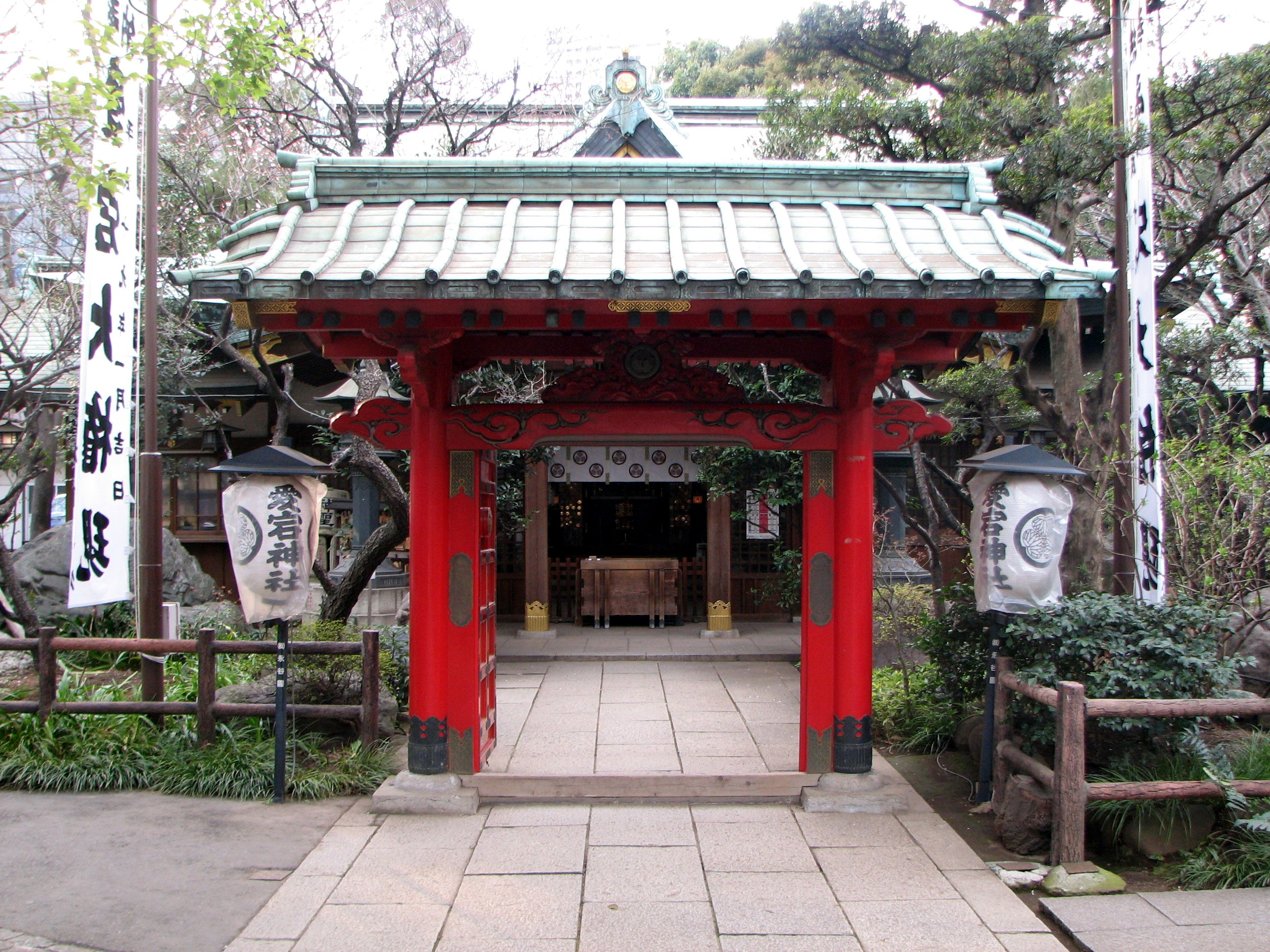
Huvudbyggnaden till Atago Jinja

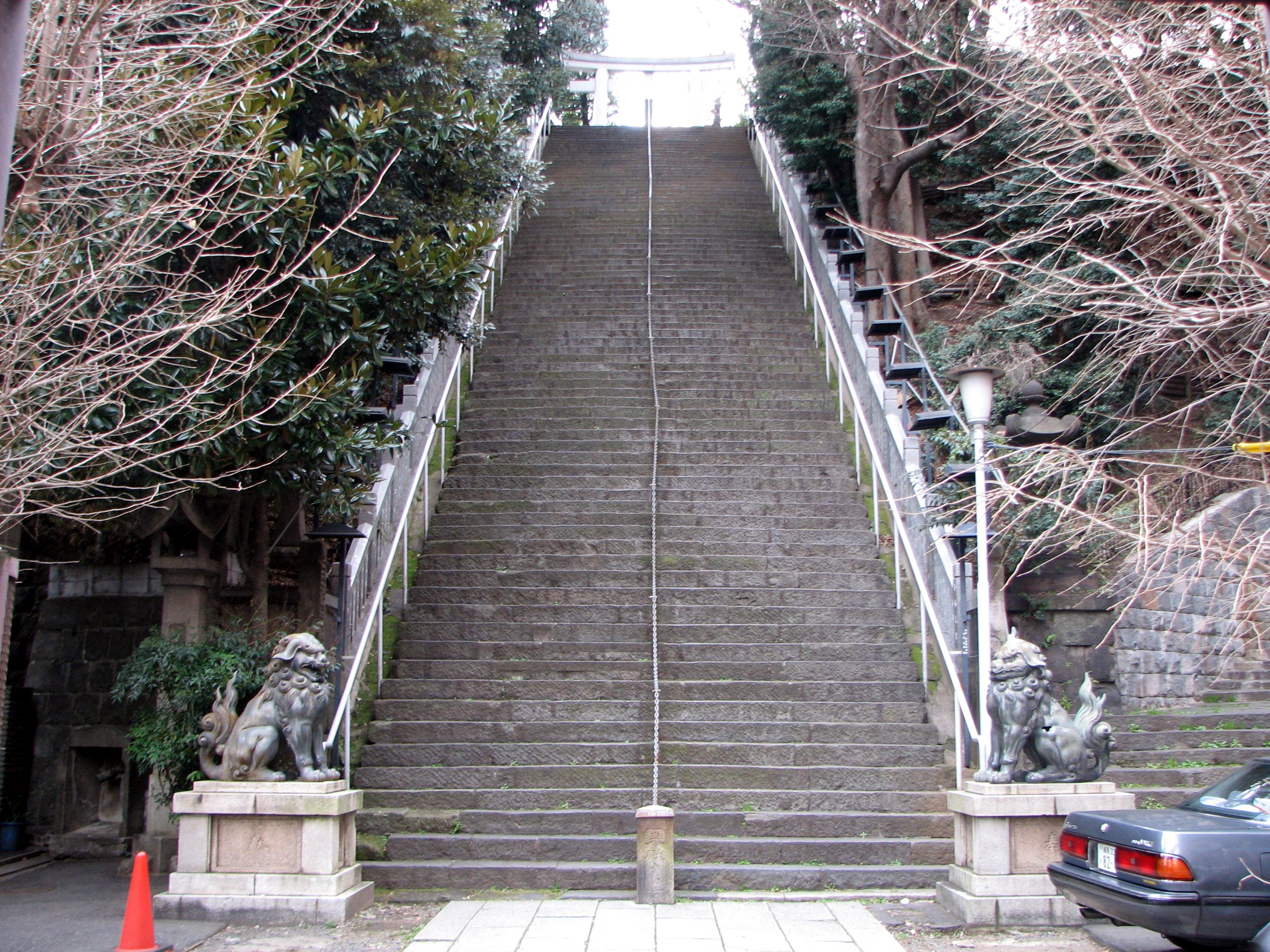
Trapporna till helgedomen

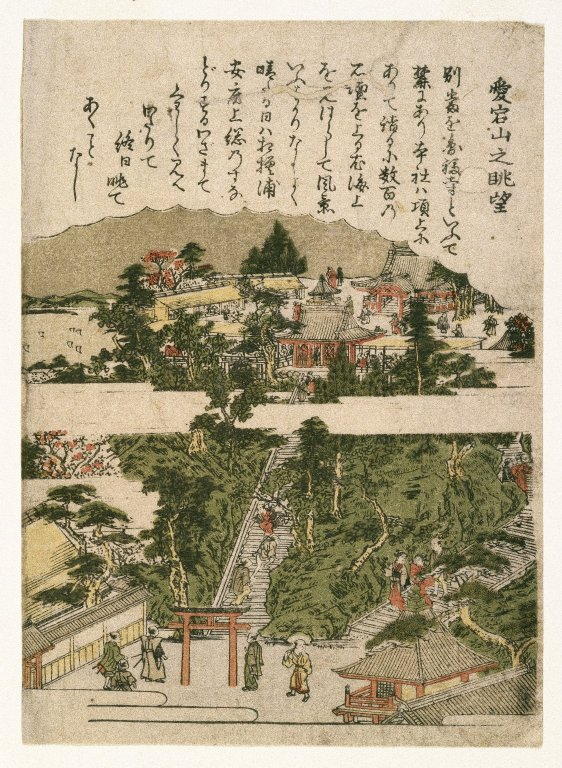
Panoramabild över Atagoyama omkring 1770, av Kitao Shigemasa

Atago-jinja (japanska:愛宕神社) i Minato i Tokyo i Japan, är en shintohelgedom som grundades 1603 (Keichōerans åttonde år) på order av shōgunen Tokugawa Ieyasu. Den nuvarande byggnaden på platsen är från 1958.
Shogun Tokugawa Ieyasu beordrade att helgedomen skulle byggas på kullen Atago för att skydda den nyligen designerade huvudstaden Edo (det nutida Tokyo) från eld och katastrofer. Kullen Atago når upp till 26 meter ovanför havsytan, och i äldre tider var det en vidsträckt utsikt från kullen över Tokyo. Numera är utsikten skymd av höghus.
Den branta trappan som leder upp till helgedomen är berömd, och ska stå för framgång i livet.
Enligt en sägen ska en ung samurai ha dristat sig till att rida på sin häst uppför trapporna för att överlämna plommonblom till shōgunen. Det ska ha tagit hästen endast en minut att rida upp, men 45 minuter att komma ned igen, varefter hästen var totalt utmattad.
Atago-jinja uppfördes för att skydda stadsborna från eld, och platsen var också vald som passande brandvaktställe. Den viktigaste guden (kami, som dyrkades där var eldens gud Kagu-tsuchi. Andra gudar som dyrkades var Mizuhanome no Mikoto (en vattengud), Ōyamazumi no Mikoto (en bergsgud) och Yamato Takeru no Mikoto (en krigsgud).